# Shrewsbury School
Shrewsbury School, également nommée King Edward VI Grammar School, Shrewsbury, est une école privée mixte localisée à Shrewsbury dans le Shropshire en Angleterre.
Fondée en 1552, elle est l'une des neuf premières public school enregistrées en 1868 par le parlement du Royaume-Uni dans le Public Schools Act 1868. Elle est membre de l'association Headmasters' and Headmistresses' Conference, qui réunit les 242 principales écoles privées du Royaume-Uni.
Cette école est à l'origine un internat pour les garçons âgés de 13 à 18 ans. Elle accueille des filles en Sixth form à partir de septembre 2008 et devient totalement mixte en 2015. Elle scolarise environ 800 élèves, pensionnaires et externes.
L'école édite un journal bimensuel, le Public Nose (une variante délibérée de Private Eye), rédigé par un groupe d'élèves.

## Anciens élèves
- Harold Bridgwood Walker (1862-1934), général
- Charles Burney (1726-1814), musicologue
- Samuel Butler (1835-1902), écrivain
- Charles Darwin (1809–1882), naturaliste
- Hilary page (1904-1957), fabricant et inventeur de jouets
- Paul Foot (1937–2004), journaliste
- Michael Heseltine (1933–), politicien
- Charles Thomas Newton, archéologue (1816-1894)
- Michael Palin (1943–), acteur et présentateur TV
- John Peel (1939–2004), DJ et journaliste
- Martin Rees (1942-), scientifique britannique professeur d'astronomie, président de la Royal Society
- Nevil Shute (1899–1960), écrivain
- Sir Philip Sidney (1554–1586), poète et soldat
- Graham Wallas (1858-1932), premier professeur de politique à la London School of Economics
- Edward Waring (1736–1798), mathématicien